# Hypsiboas curupi
Espèce
Statut de conservation UICN

 LC  : Préoccupation mineure
Hypsiboas curupi est une espèce d'amphibiens de la famille des Hylidae.

## Répartition
Cette espèce se rencontre :
- en Argentine dans la province de Misiones ;
- dans l'est du Paraguay ;
- dans le sud du Brésil dans les États de Santa Catarina et du Rio Grande do Sul.

Sa présence est incertaine dans l’État du Paraná au Brésil.

## Publication originale
- Garcia, Faivovich & Haddad, 2007 : Redescription of Hypsiboas Semiguttatus, with the Description of a New Species of the Hypsiboas pulchellus Group. Copeia, vol. 2007, no 4, p. 933-949.